# Презрение (роман)
«Презрение» (итал. Il disprezzo) — роман итальянского писателя Альберто Моравиа, написанный под влиянием французского экзистенциализма. Издан в 1954 году.

## Сюжет
Молодой киносценарист Риккардо Молтени, который считает себя интеллектуальным писателем, делает работу, которую он презирает. Он пишет сценарии сентиментальных и легкомысленных кинокомедий, мечтая в душе вернуться к серьёзной работе для театра. Всё это он делает, чтобы содержать свою жену Эмилию, оплачивать новую квартиру, машину, служанку, которая готовит и убирает для них, и секретаршу, которая приходит печатать его сценарии. Он твёрдо верит, что даже если его работа не приносит ему удовлетворения, всё это оправдано: у него есть любимая и любящая его жена. Риккардо хорошо образован, способен рассуждать о творчестве Данте, его же супруга родилась в небогатой семье, не получила хорошего образования, ей приходилось работать машинисткой.
Но проходит время, и любовь покидает их брак; два на первый взгляд незначительных эпизода провоцируют распад их союза. Сначала Эмилия становится свидетельницей поцелуя Риккардо и секретарши, однако он игнорирует её претензии, отмечая, что этот поцелуй не имеет ни малейшего смысла. Следующим моментом становится ситуация на вилле продюсера Баттисты, сценарий к фильму которого пишет главный герой. Во время совместного приезда Риккардо и Эмилии продюсер их встречает на своём автомобиле, и, поскольку место в машине только одно, он берется подвезти Эмилию, предлагая её мужу следовать за ними на такси. Такси в дороге ломается, и молодой женщине приходится провести достаточно долгое время с продюсером наедине. Она считает, что всё это подстроил её муж, чтобы подняться по карьерной лестнице и заработать деньги. Когда, наконец, Риккардо добирается до виллы, она заявляет, что презирает его, и впредь будет спать одна.
Вскоре продюсер приглашает супружескую пару на свою виллу на Капри, где Риккардо должен работать над сценарием фильма «Одиссея». Там Баттиста продолжает преследовать Эмилию, и один из эпизодов его порочной страсти случайно наблюдает Риккардо. В настроении, близком к самоубийству, ему мерещится видение стоящей у моря Эмилии, той, которую он знал прежде, и которая вернулась к нему, чтобы всё начать сначала. Успокоившись и придя в себя, он возвращается на виллу, где узнаёт, что Эмилия погибла в автокатастрофе в машине Баттисты.

## Критика
Руф Хлодовский в предисловии к изданию романа в серии «Мастера современной прозы» (1979) оценивал его с марксистских позиций:
Герои Моравиа стремятся к личному счастью, но писатель почти всегда приводит их к краху. Это не один лишь бесплодный скептицизм и не просто мизантропический пессимизм, столь характерный для некоторых современных буржуазных писателей: это разрушение иллюзий о возможности человеческого счастья, когда оно сводится к пошлому мещанскому благополучию. Пожалуй, нагляднее всего это проявилось в одном из лучших произведений Моравиа, в романе «Презрение».

## Успех
Роман стал основой для прославленного фильма Жана-Люка Годара (1963), признаваемого одним из высших достижений французской новой волны.
В 1999 году роман занял 48-е место в опросе проводимом изданием Le Monde, в котором французам предлагалось выбрать лучших 100 книг XX века.